# بولیو، همپ‌شر
بولیو، همپ‌شر (به انگلیسی: Beaulieu, Hampshire) یک روستا و محله مدنی در بریتانیا است که در همپ‌شر واقع شده‌است. بولیو ۸۲۹ نفر جمعیت دارد.